# Imre von Santo
Imre Szántó, profesionálně pracoval jako Imre von Santho, (1895 nebo 1900, Budapešť – 1945 Budapešť, nebo 1946 nebo 1957 Frankfurt nad Mohanem) byl maďarský módní fotograf a ilustrátor, mezi válkami působil v Berlíně a Vídni.

## Životopis
Ve 20. letech 20. století pracoval jako módní ilustrátor a produkoval erotické ilustrace, pod které se podepisoval jako I. de Chanteau. V adresáři berlínských umělců z roku 1926 je uveden na adrese W15 Fasanenstrasse 33.
Od roku 1929 pracoval pro Agenturu Schostal v Berlíně. V meziválečných letech měla Agentura Schostal své sídlo ve Vídni s pobočkami v Paříži, Miláně, Berlíně a Stockholmu. Úspěšná byla zejména ve 30. letech 20. století až do vyhlášení druhé světové války. Hlavními zákazníky byla tištěná média, včetně časopisů jako Die Dame, Die Woche a Uhu v Německu a Moderne Welt, Die Bühne, Wiener Salonblatt a Wiener Magazin v Rakousku, kterým Schostal dodával snímky týkající se kultury, módy a glamouru. Jeho snímky se objevily i v amerických publikacích. 
Jeho ateliér sídlil na adrese Tiergartenstrasse 10 v Berlíně (Gabrielle von Santho je uvedena v židovském adresáři Jüdisches Adressbuch für Gross-Berlin z roku 1931 na této adrese) a od roku 1932 do roku 1933 pracoval ve svém ateliéru na Kaiserdamm 44.
Často spolupracoval s tehdejší německou „supermodelkou“ Karenou Stilke.
Po nástupu Hitlera k moci prý opustil Německo a přestěhoval se do Vídně. Bylo však zaznamenáno, že byl přítelem Magdy Goebbelsové a některé jeho berlínské módní fotografie nesou data z konce 30. a 40. let 20. století. V roce 1933 byla ministerstvem propagandy pod vedením Madgy Goebbelsové zřízena Deutsches Modeamt (Německá módní kancelář), z níž ji manžel velmi brzy propustil.
Imre von Santho je uveden v berlínských telefonních seznamech pro roky 1940 a 1941 s ateliérem na W15 Kurfurstendamm 201 (a na 102). Zatímco všechny luxusní časopisy v roce 1939 přerušily vydávání, von Santho zůstal hlavním módním fotografem časopisu Der Silberspiegel (Stříbrné zrcadlo) až do března 1943, kdy také pozastavil vydávání.
Po roce 1945 bylo jeho jméno uváděno jako učitel na fotografické akademii Angela (Pál Funk). Po válce se oženil s Katharinou (Carinou) Haarhausovou (1922–2014), společenskou dámou, která se později provdala za horolezce, sportovce, geografa a spisovatele Heinricha Harrera. Imre von Santho zemřel v roce 1957 ve Frankfurtu nad Mohanem.

## Výstavy
Jeho práce byla vystavena v roce 2013 na výstavě Vanity Fashion Photography ze sbírky F.C. Gundlach v Národním muzeu v Krakově v Polsku. Předtím, v roce 2005, jeho díla zahrnovala výstava Berliner Modefotografie - Die Dreißiger Jahre v Kunstbibliothek v Berlíně.

## Galerie

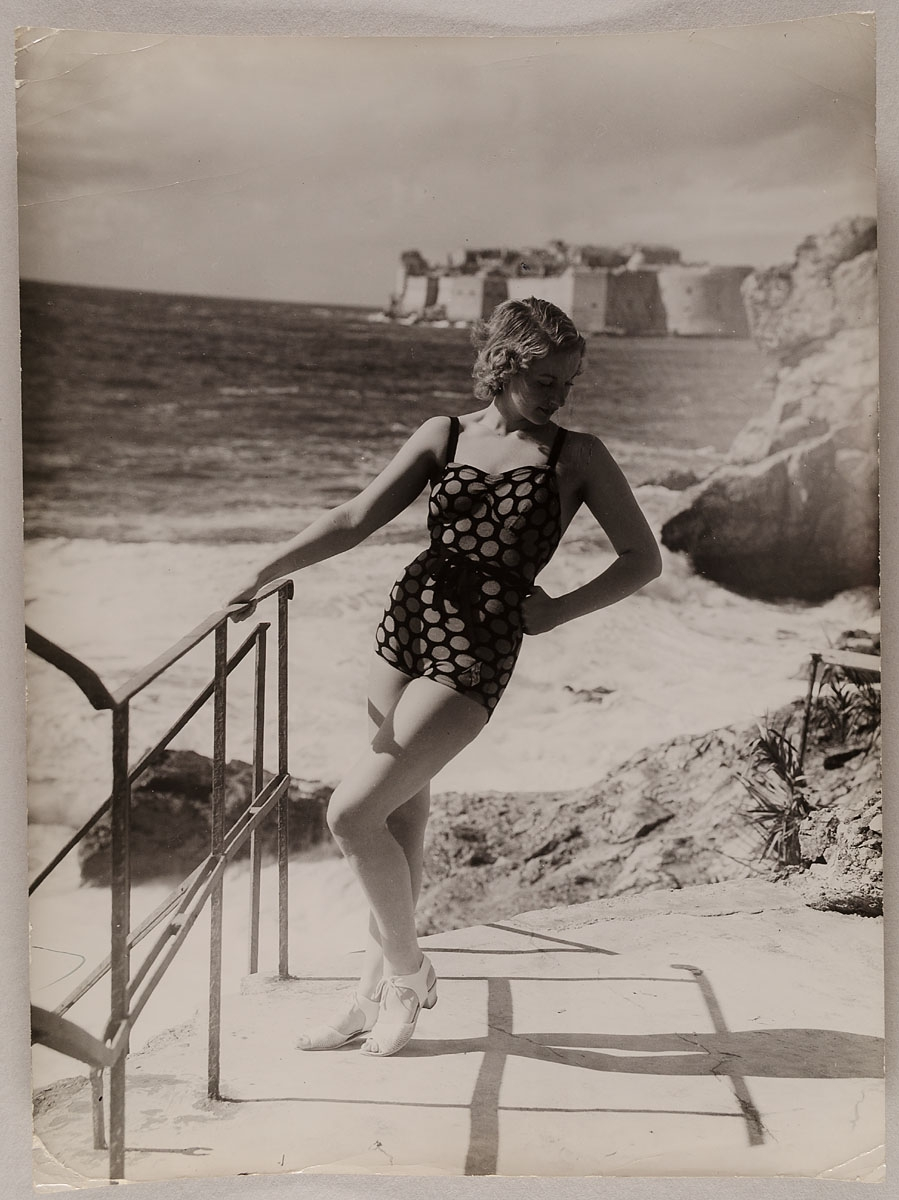
Karin Stilke, 1937–1941
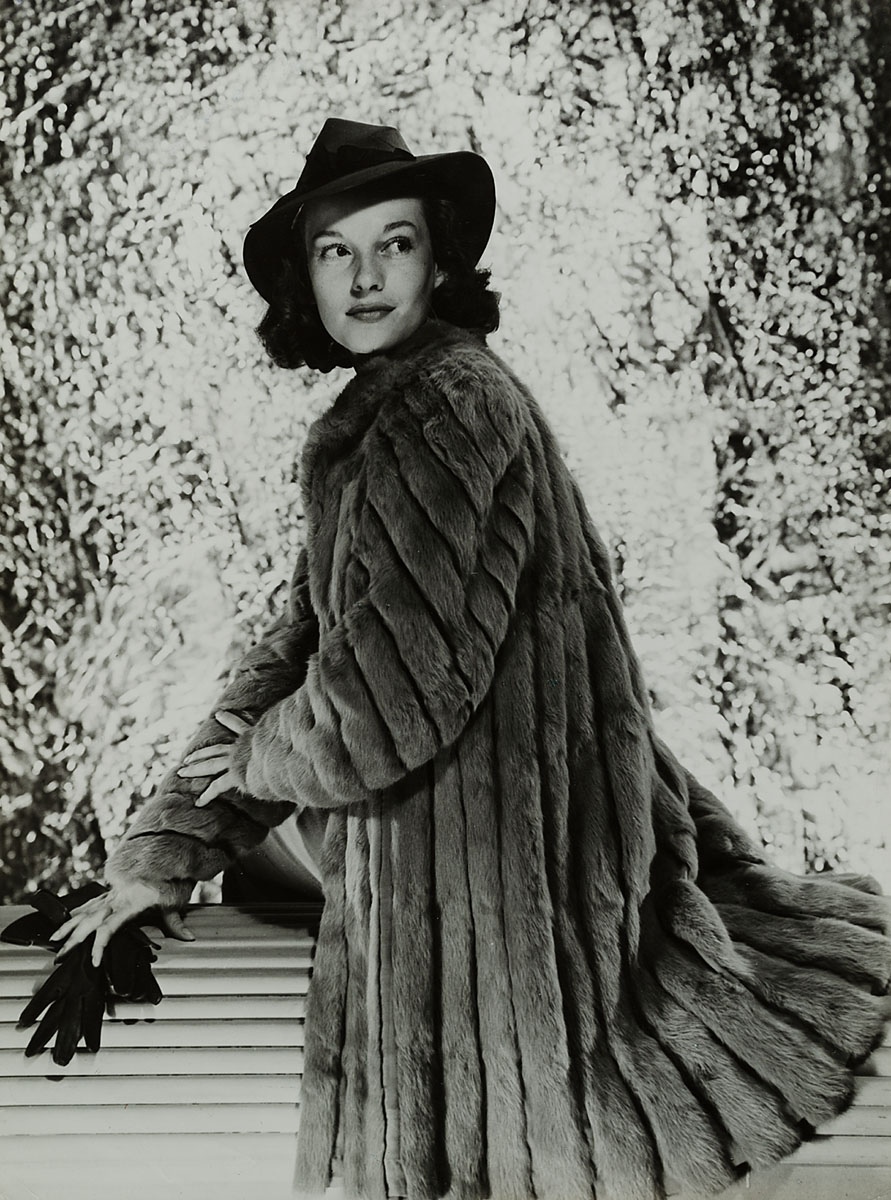
Karin Stilke, 1937–1941
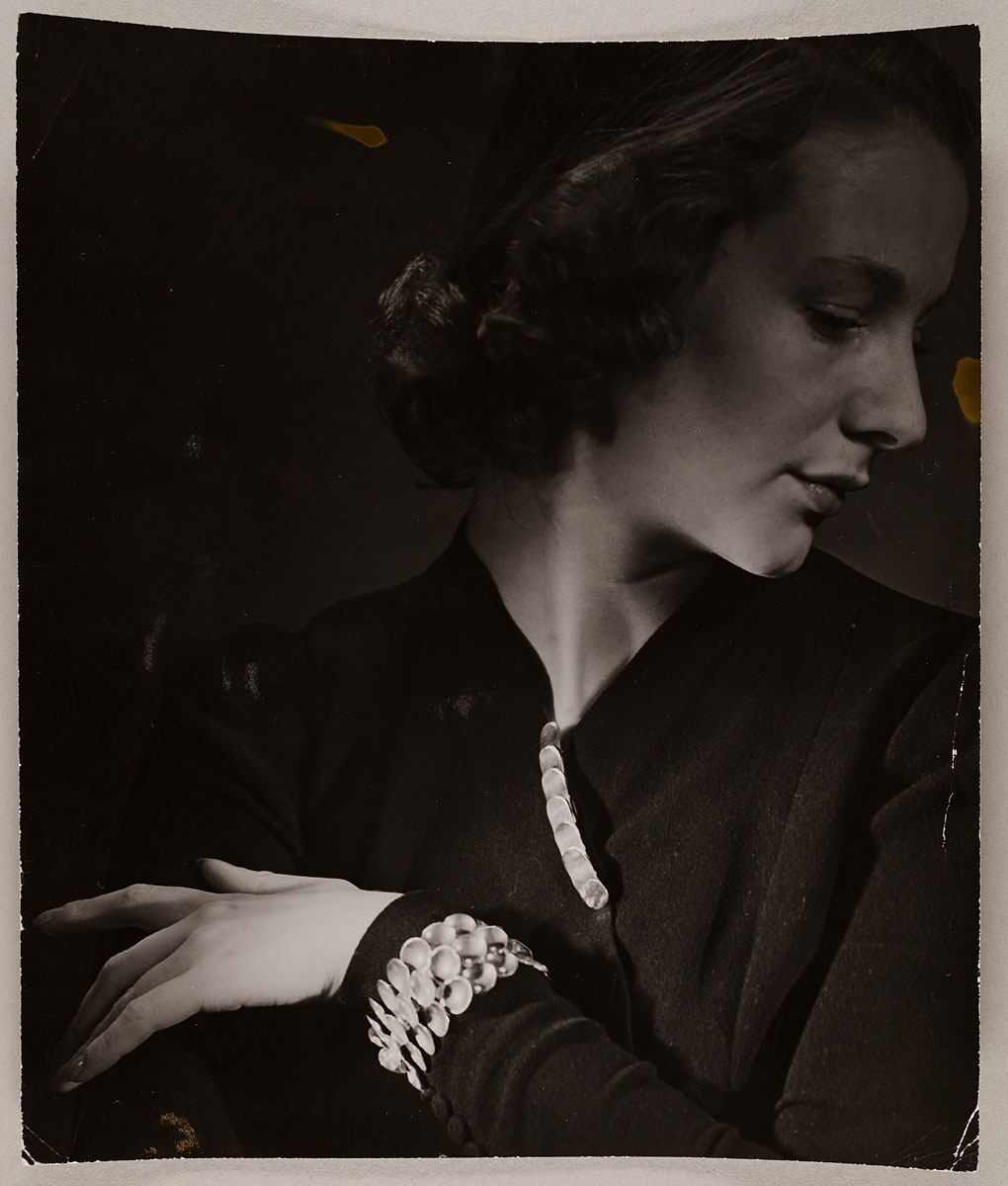
Karin Stilke, 1937–1942
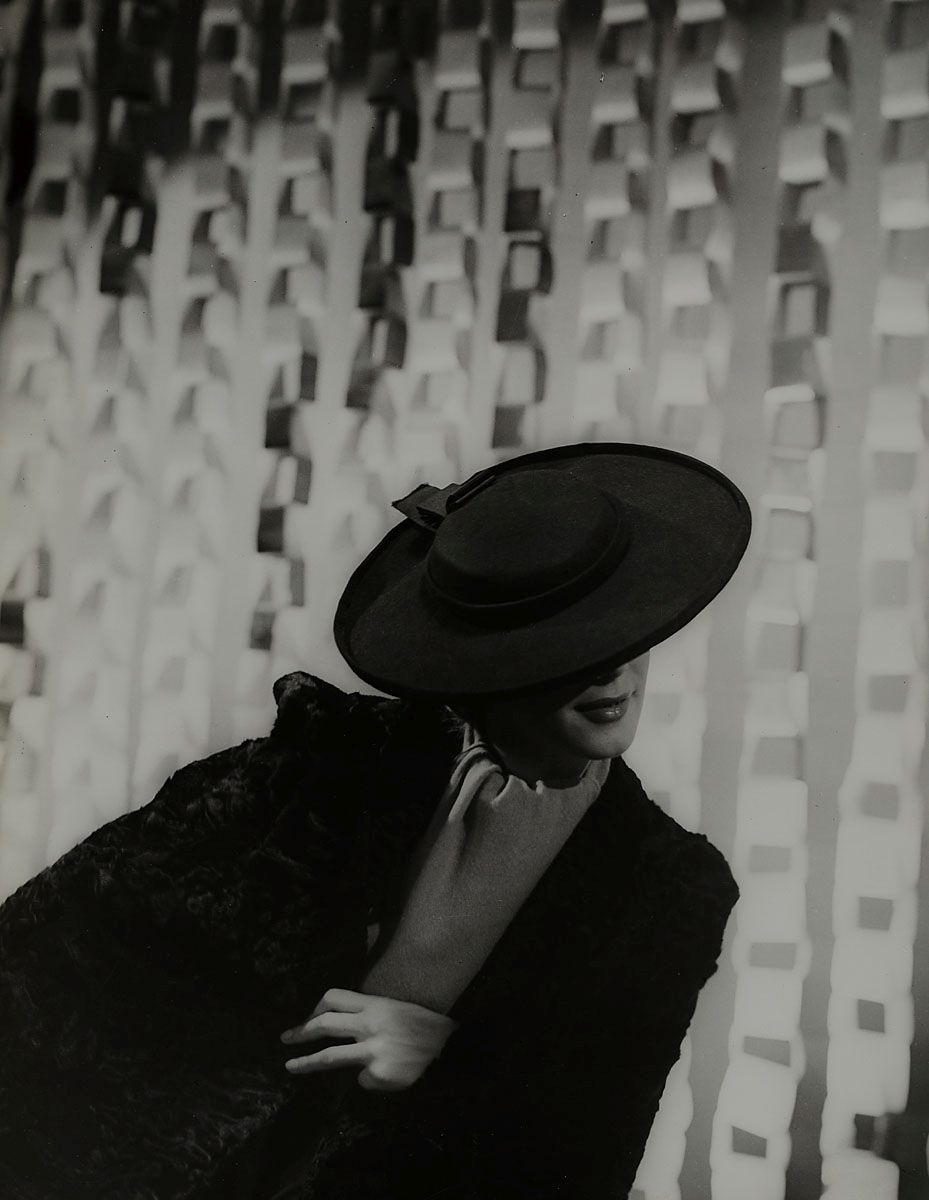
Klobouk E. Krafft, Breitschwanz-Cape von Penižek & Rainer